# Scafatese Calcio 1922
Scafatese Calcio 1922 (wł. Associazione Sportiva Dilettantistica Scafatese Calcio 1922) – włoski klub piłkarski, mający siedzibę w mieście Scafati, w południowej części kraju, grający od sezonu 2018/19 w rozgrywkach Eccellenza Campania.

## Historia
Chronologia nazw:
- 1922: Unione Sportiva Scafatese
- 1949: klub rozwiązano
- 1949: Unione Sportiva Del Gaizo-Scafatese
- 1951: Unione Polisportiva Scafatese
- 1969: Associazione Polisportiva Scafatese
- 1986: Polisportiva Don Bosco Oplonti – po fuzji z Don Bosco Oplonti
- 1987: Società Sportiva Pro Scafatese
- 1988: Associazione Polisportiva Scafatese
- 2004: Associazione Sportiva Dilettantistica Scafatese Calcio
- 2006: Società Sportiva Dilettantistica Scafatese Calcio
- 2007: Società Sportiva Scafatese Calcio S.r.l.
- 2013: Associazione Sportiva Dilettantistica Pro Scafatese Calcio – po odkupieniu tytułu sportowego od A.S.D. Montecorvino Rovella
- 2015: Associazione Sportiva Dilettantistica Scafatese Calcio 1922

Klub sportowy US Scafatese został założony w miejscowości Scafati w 1922 roku. Wkrótce klub dołączył do FIGC i w sezonie 1923/24 debiutował w Seconda Divisione Campania (D2). Po reorganizacji systemu ligi w 1926 i wprowadzeniu najwyższej klasy, zwanej Divisione Nazionale, poziom Seconda Divisione został zdegradowany do trzeciego stopnia. W sezonie 1929/30 po podziale najwyższej dywizji na Serie A i Serie B klub został zdegradowany do Terza Divisione Campania (D5). Potem wrócił do Seconda Divisione Campania, a w 1939 awansował do Prima Divisione. W sezonie 1935/36 jako trzeci poziom została wprowadzona Serie C, a klub został zakwalifikował do niej w roku 1941. W trzeciej lidze występował do 1943 roku, aż do rozpoczęcia na terenie Włoch działań wojennych II wojny światowej, wskutek czego mistrzostwa 1943/44 zostały odwołane.
Po zakończeniu II wojny światowej, klub wznowił działalność w 1945 roku i został zakwalifikowany do Serie C Centro-Sud. W 1946 został promowany do Serie B. W sezonie 1946/47 zajął 4.miejsce w grupie C, a w następnym 1947/48 12.miejsce w grupie C Serie B i spadł z powrotem do Serie C. Po zakończeniu sezonu 1948/49, w którym uplasował się na 19.pozycji w grupie D Serie C, klub z powodu problemów finansowych zrezygnował z dalszych występów i ogłosił upadłość.
W 1949 roku klub został reaktywowany jako US Del Gaizo-Scafatese i rozpoczął występy w Prima Categoria Campania (D5). W 1951 klub zmienił nazwę na UP Scafatese. W 1952 po kolejnej reorganizacji systemu lig klub liga przyjęła nazwę Promozione Campania, a w 1954 zespół spadł z powrotem do Prima Categoria Campania, która została obniżona do szóstego poziomu. W 1957 klub otrzymał promocję do Campionato Dilettanti Campania, a w 1960 do Serie D. W 1969 został zdegradowany do Promozione Campania, po czym zmienił nazwę na AP Scafatese. W 1971 spadł na rok do Prima Categoria Campania. W 1976 awansował do Serie D, ale w 1978 spadł z powrotem do Promozione Campania. Przed rozpoczęciem sezonu 1978/79 Serie C została podzielona na dwie dywizje: Serie C1 i Serie C2, wskutek czego poziom Promozione został zdegradowany do szóstego stopnia. W 1984 klub spadł do Prima Categoria Campania. W 1986 odbyła się fuzja z Don Bosco Oplonti, wskutek czego nazwa klubu została zmieniona na Polisportiva Don Bosco Oplonti, a klub uzyskał miejsce w Promozione Campania. W 1989 roku awansował do Campionato Interregionale, które w 1992 zmieniło nazwę na Campionato Nazionale Dilettanti. W 1997 zespół został zdegradowany do Eccellenza Campania. W 2000 został na rok promowany do Serie D. W 2004 klub znów zdobył awans do Serie D, po czym zmienił nazwę ASD Scafatese Calcio, a w 2006 przyjął nazwę SSD Scafatese a r.l. W sezonie 2006/07 zwyciężył w grupie G Serie D i został promowany do Serie C2. Latem 2007 klub zmienił nazwę na SS Scafatese Calcio s.r.l. W 2008 roku po reformie mistrzostw liga zmieniła nazwę na Lega Pro Seconda Divisione. 
Po zakończeniu sezonu 2009/10 klub z powodu problemów finansowych zrezygnował z następnych występów w lidze i startował w sezonie 2010/11 w rozgrywkach najniższej ligi - Terza Categoria Salerno (D10). W 2011 zespół zdobył awans do Seconda Categoria Campania, a w 2012 do Prima Categoria Campania. W 2013 roku klub zmienił nazwę na ASD Pro Scafatese Calcio, a potem po fuzji z ASD Montecorvino Rovella uzyskał tytuł sportowy i miejsce ligowe w Eccellenza Campania. Przed rozpoczęciem sezonu 2014/15 wprowadzono reformę systemy lig, wskutek czego Eccellenza awansowała na piąty poziom. W 2015 klub zmienił nazwę na ASD Scafatese Calcio 1922, a w 2016 spadł do Promozione Campania. W sezonie 2017/18 zwyciężył w grupie D Promozione Campania i zdobył awans do Eccellenza Campania.

## Barwy klubowe, strój
|  |  |

Klub ma barwy żółto-niebieskie. Zawodnicy domowe spotkania zazwyczaj grają w żółtych koszulkach, niebieskich spodenkach oraz żółtych getrach.

## Sukcesy

### Trofea międzynarodowe
Nie uczestniczył w rozgrywkach europejskich (stan na 31-05-2020).

### Trofea krajowe
| \| \| Zdobyte trofea w rozgrywkach Włoch (stan na: 31-08-2020) \| |                                                          |      |                    |
| Rozgrywki                                                         | Osiągnięcie                                              | Razy | Sezon(y)           |
| · Mistrzostwo                                                     | I miejsce                                                | 0    |                    |
| · Mistrzostwo                                                     | II miejsce                                               | 0    |                    |
| · Mistrzostwo                                                     | III miejsce                                              | 0    |                    |
| · Puchar                                                          | zdobywca                                                 | 0    |                    |
| · Puchar                                                          | finalista                                                | 0    |                    |
| · Puchar                                                          | 1/16 finału                                              | 1    | 1926/27            |
| II liga                                                           | I miejsce                                                | 0    |                    |
| II liga                                                           | II miejsce                                               | 1    | 1925/26 (Campania) |
| II liga                                                           | III miejsce                                              | 1    | 1924/25 (Campania) |
| II liga                                                           | 4.miejsce                                                | 1    | 1946/47 (C)        |
| Włochy                                                            | Zdobyte trofea w rozgrywkach Włoch (stan na: 31-08-2020) |      |                    |

- Serie C Centro-Sud (D3):
  - 3.miejsce (1x): 1945/46 (D)

## Piłkarze, trenerzy, prezydenci i właściciele klubu

### Prezydenci
...
- od 201?:  Sebastiano Cesarano

## Struktura klubu

### Stadion
Klub piłkarski rozgrywa swoje mecze domowe na Stadio comunale 28 settembre 1943 w mieście Scafati o pojemności 2,5 tys. widzów.

### Derby
- US Salernitana 1919
- US Avellino 1912
- Casertana FC
- Sorrento 1945